# Jeremy Alcoba
Jeremy Alcoba (Tortosa, Provincia de Tarragona, Cataluña, 15 de noviembre de 2001) es un piloto de motociclismo español que participa en el Campeonato Mundial de Supersport con el equipo Kawasaki WorldSSP Team. Anteriormente, piloto en la categoría Moto2

## Biografía
En 2016 debutó en el FIM CEV Moto3 Junior World Championship enrolado en las filas del Junior Team Estrella Galicia 0,0. En su primera carrera en la categoría subió al podio en la tercera posición, además en la temporada consiguió terminar cuatro veces más en entre los diez primeros. Terminó su temporada inicial en el FIM CEV en la 11.ª posición con 71 puntos.
En 2017, comenzó la temporada ganando la carrera inaugural en Albacete, a esta victoria le siguió un podio en Le Mans y dos podios en la fecha doble de Valencia. Además terminó en el top ten en la primera carrera en Cataluña, la primera carrera de Jerez, en la carrera de Aragón y en la segunda carrera de Valencia. Terminó la temporada en la quinta posición con 119 puntos.
En 2018, no logró conseguir una victoria pero si consiguió podios en Valencia, Cataluña, Aragón y nuevamente en Valencia. Terminó la temporada empatado en puntos con Manuel Pagliani, pero terminó el campeonato detrás de él por no haber conseguido victorias. En esta temporada, además hizo su debut en el Campeonato Mundial de Moto3 corriendo como wild card los grandes Premios de España y Aragón con el Junior Team Estrella Galicia 0,0, además corrió el Gran Premio de Tailandia reemplazando a Arón Canet con el Estrella Galicia 0,0.
En 2019 se unió al Laglisse Academy manejando una Husqvarna. En su cuarta temporada en el FIM CEV dio el gran salto al ganar el campeonato a una carrera del final, obtuvo tres victorias, nueve podios y tres poles, consiguiendo una racha de ocho podios consecutivos entre la carrera en Le Mans y la primera carrera en Valencia. Alcoba reemplazó a Gabriel Rodrigo en el Kömmerling Gresini Moto3 en los grandes premios de Austria y Gran Bretaña. Reemplazó a Rodrigo por última vez en el Gran Premio de la Comunidad Valenciana, en la carrera fue partícipe de la caída múltiple que provocó la suspencion de la carrera y no pudo ser parte de la reanudacion de la misma.
Sus buenas actuaciones como reemplazo y su título mundial junior, le abrieron la puerta para disputar la temporada 2020 con el Kömmerling Gresini Moto3.

## Resultados

### FIM CEV Moto3 Junior World Championship
(Carreras en negrita indica pole position, carreras en cursiva indica vuelta rápida)
| Temp. | Moto      | 1       | 2     | 3      | 4       | 5       | 6      | 7       | 8     | 9       | 10     | 11      | 12    | Pos. | Pts. |
| ----- | --------- | ------- | ----- | ------ | ------- | ------- | ------ | ------- | ----- | ------- | ------ | ------- | ----- | ---- | ---- |
| 2016  | Honda     | VAL 3   | VAL 5 | LMS 6  | ARA 12  | CAT Ret | CAT 12 | ALB Ret | ALG 4 | JER 13  | JER 18 | VAL Ret | VAL 6 | 11.º | 71   |
| 2017  | Honda     | ALB 1   | LMS 3 | CAT 7  | CAT Ret | VAL 3   | VAL 2  | EST Ret | JER 6 | JER Ret | ARA 6  | VAL Ret | VAL 4 | 5.º  | 119  |
| 2018  | Honda     | EST Ret | VAL 3 | VAL 12 | LMS 9   | CAT 2   | CAT 3  | ARA 2   | JER 4 | JER Ret | ALB 11 | VAL 2   | VAL 6 | 4.º  | 131  |
| 2019  | Husqvarna | EST 5   | VAL 2 | VAL 6  | LMS 3   | CAT 3   | CAT 1  | ARA 2   | JER 2 | JER 3   | ALB 1  | VAL 1   | VAL 8 | 1.º  | 212  |

### Campeonato del mundo de motociclismo
Sistema de puntuación de 1993 hasta 2022:
| Posición | 1.º | 2.º | 3.º | 4.º | 5.º | 6.º | 7.º | 8.º | 9.º | 10.º | 11.º | 12.º | 13.º | 14.º | 15.º |
| Puntos   | 25  | 20  | 16  | 13  | 11  | 10  | 9   | 8   | 7   | 6    | 5    | 4    | 3    | 2    | 1    |

#### Por temporada
| Temp. | Cat.  | Moto  | Equipo                               | N.º   | Carreras | Victorias | Podios | Poles | V.Ráp. | Pts.  | Pos.  |
| ----- | ----- | ----- | ------------------------------------ | ----- | -------- | --------- | ------ | ----- | ------ | ----- | ----- |
| 2018  | Moto3 | Honda | Junior Team Estrella Galicia 0,0     | 52    | 3        | 0         | 0      | 0     | 0      | 0     | NC    |
| 2019  | Moto3 | Honda | Kömmerling Gresini Moto3             | 52    | 2        | 0         | 0      | 0     | 0      | 2     | 33.º  |
| 2020  | Moto3 | Honda | Kömmerling Gresini Moto3             | 52    | 15       | 0         | 1      | 0     | 0      | 87    | 11.º  |
| 2021  | Moto3 | Honda | Indonesian Racing Team Gresini Moto3 | 52    | 18       | 0         | 2      | 1     | 0      | 86    | 12.º  |
| 2022  | Moto2 | Kalex | Liqui Moly Intact GP                 | 52    | 20       | 0         | 0      | 0     | 0      | 72    | 18.º  |
| 2023  | Moto2 | Kalex | QJmotor Gresini Moto2                | 52    | 20       | 0         | 0      | 0     | 1      | 48.5  | 18.º  |
| 2024  | Moto2 | Kalex | Yamaha VR46 Master Camp Team         | 52    | 16       | 0         | 0      | 0     | 0      | 74*   | 13.º* |
| Total | Total | Total | Total                                | Total | 94       | 0         | 3      | 1     | 1      | 369.5 |       |

- * Temporada en curso.

#### Por categoría
| Cat.  | Temp.         | 1.er GP       | 1.er Podio    | 1.ª Victoria  | Carreras | Victorias | Podios | Poles | V.Ráp. | Pts.  | CM |
| ----- | ------------- | ------------- | ------------- | ------------- | -------- | --------- | ------ | ----- | ------ | ----- | -- |
| Moto3 | 2018-2021     | España 2018   | Portugal 2020 |               | 38       | 0         | 3      | 1     | 0      | 175   | 0  |
| Moto2 | 2022-presente | Catar 2022    |               |               | 56       | 0         | 0      | 0     | 1      | 194.5 | 0  |
| Total | 2018-presente | 2018-presente | 2018-presente | 2018-presente | 94       | 0         | 3      | 1     | 1      | 369.5 | 0  |

#### Carreras por año
| Año  | Cat.  | Moto  | 1       | 2       | 3      | 4       | 5      | 6       | 7       | 8      | 9      | 10      | 11     | 12     | 13      | 14     | 15      | 16      | 17      | 18      | 19      | 20      | Pos. | Pts. |
| ---- | ----- | ----- | ------- | ------- | ------ | ------- | ------ | ------- | ------- | ------ | ------ | ------- | ------ | ------ | ------- | ------ | ------- | ------- | ------- | ------- | ------- | ------- | ---- | ---- |
| 2018 | Moto3 | Honda | QAT     | ARG     | AME    | SPA Ret | FRA    | ITA     | CAT     | NED    | GER    | CZE     | AUT    | GBR    | RSM     | ARA 23 | THA 18  | JPN     | AUS     | MAL     | VAL     |         | NC   | 0    |
| 2019 | Moto3 | Honda | QAT     | ARG     | AME    | SPA     | FRA    | ITA     | CAT     | NED    | GER    | CZE     | AUT 21 | GBR 14 | RSM     | ARA    | THA     | JPN     | AUS     | MAL     | VAL DNS |         | 33.º | 2    |
| 2020 | Moto3 | Honda | QAT 7   | SPA 15  | AND 7  | CZE 7   | AUT 14 | EST Ret | RSM 4   | ERM 13 | CAT 19 | FRA Ret | ARA 6  | TER 15 | EUR 8   | VAL 10 | POR 3   |         |         |         |         |         | 11.º | 87   |
| 2021 | Moto3 | Honda | QAT Ret | DOH Ret | POR 14 | SPA 3   | FRA 22 | ITA 15  | CAT 2   | GER 4  | NED 10 | EST 18  | AUT 14 | GBR 21 | ARA Ret | RSM 16 | AME 6   | ERM 14  | ALG 4   | VAL 15  |         |         | 12.º | 86   |
| 2022 | Moto2 | Kalex | QAT 14  | INA 14  | ARG 16 | AME 6   | POR 6  | SPA 12  | FRA 13  | ITA 17 | CAT 16 | GER 20  | NED 14 | GBR 14 | AUT 10  | RSM 10 | ARA Ret | JPN Ret | THA Ret | AUS 6   | MAL 9   | VAL 8   | 18.º | 72   |
| 2023 | Moto2 | Kalex | POR 10  | ARG 17  | AME 4  | SPA 16  | FRA 13 | ITA Ret | GER 16  | NED 15 | GBR 11 | AUT 12  | CAT 15 | RSM 16 | IND Ret | JPN 16 | INA 20  | AUS 4   | THA 13  | MAL 12  | QAT 15  | VAL 15  | 18.º | 48.5 |
| 2024 | Moto2 | Kalex | QAT 12  | POR 11  | AME 8  | SPA 8   | FRA 11 | CAT 4   | ITA Ret | NED 13 | GER 14 | GBR 7   | AUT 24 | ARA 21 | RSM 17  | ERM 15 | INA 13  | JPN 4   | AUS 11  | THA Ret | MAL Ret | SLD INJ | 15.º | 79   |

| Color     | Resultado                                                               |
| --------- | ----------------------------------------------------------------------- |
| Oro       | Ganador                                                                 |
| Plata     | 2.ª plaza                                                               |
| Bronce    | 3.ª plaza                                                               |
| Verde     | Finalizó en los puntos                                                  |
| Azul      | Finalizó sin puntos                                                     |
| Azul      | NC - No clasificado                                                     |
| Violeta   | Ret - No terminó (Carrera)                                              |
| Rojo      | DNQ - No se clasificó                                                   |
| Negro     | DSQ - Descalificado                                                     |
| Blanco    | DNS - No empezó (carrera)                                               |
| Blanco    | WD - Retirado (fin de semana)                                           |
| Blanco    | C - Carrera cancelada                                                   |
| Sin color | DNP - Inscrito pero no participó                                        |
| Sin color | INJ - Lesionado                                                         |
| Sin color | EX - Excluido                                                           |
| Estado    | Resultado                                                               |
| Negrita   | Pole position                                                           |
| Cursiva   | Vuelta rápida                                                           |
| †         | Abandona, pero clasifica al completar el porcentaje requerido para ello |

### Campeonato Mundial de Supersport

#### Por temporada
| Temp. | Moto                 | Equipo                 | N.º   | Carreras | Victorias | Podios | Poles | V.Rap. | Pts. | Pos. |
| ----- | -------------------- | ---------------------- | ----- | -------- | --------- | ------ | ----- | ------ | ---- | ---- |
| 2025  | Kawasaki Ninja ZX-6R | Kawasaki WorldSSP Team | 52    | 6        | 0         | 0      | 0     | 0      | 49*  | 7.º* |
| Total | Total                | Total                  | Total | 6        | 0         | 0      | 0     | 0      | 49   |      |

#### Carreras por año
(Carreras en negrita indica pole position, carreras en cursiva indica vuelta rápida)
| Año  | Moto     | 1      | 1     | 2     | 2     | 3      | 3     | 4   | 4   | 5   | 5   | 6   | 6   | 7   | 7   | 8   | 8   | 9   | 9   | 10  | 10  | 11  | 11  | 12  | 12  | Pos. | Pts. |
| Año  | Moto     | R1     | R2    | R1    | R2    | R1     | R2    | R1  | R2  | R1  | R2  | R1  | R2  | R1  | R2  | R1  | R2  | R1  | R2  | R1  | R2  | R1  | R2  | R1  | R2  | Pos. | Pts. |
| ---- | -------- | ------ | ----- | ----- | ----- | ------ | ----- | --- | --- | --- | --- | --- | --- | --- | --- | --- | --- | --- | --- | --- | --- | --- | --- | --- | --- | ---- | ---- |
| 2025 | Kawasaki | AUS 10 | AUS 5 | POR 9 | POR 6 | NED 10 | NED 7 | ITA | ITA | CZE | CZE | ITA | ITA | GBR | GBR | HUN | HUN | FRA | FRA | SPA | SPA | POR | POR | SPA | SPA | 7.º* | 49*  |